# The Haunted
The Haunted — шведская метал-группа, образованная в 1996 году басистом Йонасом Бьорлером, барабанщиком Адрианом Эрландссоном и гитаристом Андерсом Бьорлером, после распада At the Gates. Вскоре к ним присоединились вокалист Петер Дольвинг, ранее участвовавший в проекте Mary beats Jane, а также Патрик Енсен, к тому времени успевший проявить себя в таких группах как Seance и Satanic Slaughter.

## История
В 1998 году группа выпустила свой первый альбом, получивший название The Haunted.
В 1999 году группе пришлось расстаться с Эрландссоном и Дольвингом. В качестве замены выступил Марко Аро, игравший в Face down, новым ударником стал датчанин Пер Мёллер Йенсен, известный по таким группам как Konkhra и Invocator.
Чтобы укрепить состав, были организованы гастроли в США вместе с группой Testament. После этого были гастроли в Греции и Швеции. В 2000 году группа выпустила второй альбом, получивший название «Made me do it». Альбом стал обладателем шведской Grammy в номинации «лучший хард-рок альбом». Далее последовало турне в Европе с группами Nile и Entombed, в Англии с The Crown и в Японии с In Flames. Во время тура по Скандинавии, после чего группа играла с такими знаменитостями, как Dimmu Borgir, Lamb of God и Cannibal Corpse.
После концертов в Японии было принято решение выпустить концертный альбом «Live rounds in Tokyo». Однако в это время гитарист и автор большинства песен Андерс Бьёрлер заявил о своем уходе из The Haunted. В связи с этим группа была вынуждена пригласить на предстоящие гастроли Маркуса Сунессона из группы The Crown.
За свой третий альбом, группа получила вторую шведскую Грэммис. Последовали многочисленные гастроли, однако после их завершения Марко Аро решил уйти из группы.
Таким образом у бывшего вокалиста The haunted появилась возможность воссоединиться с группой. После воссоединения был выпущен четвёртый альбом.
В конце февраля Петер Дольвинг на своей странице в Facebook заявил об уходе.
16 октября 2012 года одновременно покидают группу Андерс Бьорлер и Пер Мёллер Йенсен.
В апреле 2013 года возвращаются Марко Аро (вокал) и Адриан Эрландссон (ударные). Также, к The Haunted присоединяется гитарист Ола Энглунд (Six Feet Under, Feared).

## Состав

### Текущий состав
- Марко Аро (Marco Aro) — вокал (1999—2003, 2013 — наши дни)
- Йонас Бьорлер (Jonas Bjorler) — бас-гитара (1996 — наши дни)
- Патрик Енсен (Patrik Jensen) — гитара (1996 — наши дни)
- Ола Инглунд (Ola Englund) — гитара (2013 — наши дни)
- Адриан Эрландссон (Adrian Erlandsson) — ударные (1996—1999, 2013 — наши дни)

### Бывшие участники
- Петер Дольвинг (Peter Dolving) — вокал (1997—1998, 2003—2012)
- Андерс Бьорлер (Anders Bjorler) — гитара (1996—2001, 2002—2012)
- Джон Цветслут (John Zwetsloot) — гитара (1996)
- Пер Мёллер Йенсен (Per M. Jensen) — ударные (1999—2012)

### Туровые и сессионные участники
- Микаэль Викстром (Mikael Wikstrom, «Mike Wead») — гитара в туре 2001 года
- Маркус Сунессон(Marcus Sunesson) — гитара (2001—2002)

## Дискография
- The Haunted (1998)
- Made Me Do It (2000)
- One Kill Wonder (2003)
- Revolver (2004)
- The Dead Eye (2006)
- Versus (2008)
- Unseen (2011)
- Eye of the Storm (EP, 2014)
- Exit Wounds (2014)
- Strength In Numbers (2017)
- Songs of Last Resort (2025)